# ألفرد آرثر غرينوود هيلز
ألفرد آرثر غرينوود هيلز (بالإنجليزية: Alfred Arthur Greenwood Hales)‏ هو صحفي أسترالي، ولد في 21 يوليو 1860، وتوفي في 29 ديسمبر 1936.